# بنة كاغي
بنة كاغي هي قرية في مقاطعة ورزقان، إيران. عدد سكان هذه القرية هو 162 في سنة 2006.